# Kováčová (Banská Bystrica)
Kováčová é um município da Eslováquia, situado no distrito de Zvolen, na região de Banská Bystrica. Tem 7,15 km² de área e sua população em 2018 foi estimada em 1.575 habitantes.

## Demografia
| Ano:        | 1994 | 2004   | 2014   | 2024    |
| ----------- | ---- | ------ | ------ | ------- |
| Broj ljudi: | 1381 | 1439   | 1488   | 1695    |
| Razlika:    |      | +4,19% | +3,40% | +13,91% |

| Ano:               | 2023 | 2024   |
| ------------------ | ---- | ------ |
| Número de pessoas: | 1648 | 1695   |
| Diferença:         |      | +2,85% |